# London Library
London Library – biblioteka w Londynie, założona w 1841 roku z inicjatywy Thomasa Carlyle’a. Znajduje się przy placu św. Jakuba w Westminster. W marcu 2015 biblioteka liczyła 6708 członków.

## Zarząd
Biblioteka jest samowystarczalną i niezależną instytucją, a także zarejestrowaną organizacją charytatywną. Jej celem jest rozwój edukacji. Patronat nad biblioteką obejmuje królowa. W skład jej zarządu wchodzą dyrektor i wicedyrektorzy oraz rada, złożona z maksymalnie 15 członków, w tym przewodniczącego i skarbnika.

## Historia
Głównym inicjatorem powstania biblioteki był Thomas Carlyle. Był sfrustrowany niedostępnością potrzebnych książek w Londynie. Dzięki wsparciu przyjaciół, zdecydował się na utworzenie prywatnej biblioteki, z której będzie można wypożyczać książki.
Pierwszym dyrektorem został Hrabia Clarendon, a William Gladstone i Sir Edward Bunbury weszli w skład pierwszej rady. Były bibliotekarz, Louvain Sylvain Van de Weyer był wicedyrektorem w latach 1848–1874.
Charles Hagberg Wright, który był sekretarzem i bibliotekarzem od 1893 do 1940 roku, nadzorował przebudowę pomieszczeń w latach 90. XIX wieku, ponowne katalogowanie i rearanżację zbiorów w ramach własnego systemu klasyfikacji.
W latach 90. XX wieku biblioteka była jednym z miejsc, którymi interesował się złodziej książek William Jacques. Po zidentyfikowaniu kilku cennych książek wystawionych na aukcję jako skradzione z biblioteki, policja ostatecznie aresztowała Jacquesa. Od tego czasu poprawiono środki bezpieczeństwa w bibliotece.
W maju 2016 roku Biblioteka obchodziła 175. rocznicę powstania. Z tej okazji, na placu św. Jakuba zorganizowano trwający trzy dni festiwal literacki Words In The Square, podczas którego odbyły się liczne debaty, wykłady, a uczestnicy możliwość zwiedzenia budynku biblioteki.

## Kolekcja
Zbiory Biblioteki, które sięgają od XVI wieku do współczesności, zawierają kolekcje z literatury, beletrystyki, sztuki plastycznej i użytkowej, architektury, historii, biografii, filozofii, religii, topografii i podróży. Gromadzone są także czasopisma i roczniki o szerokiej tematyce. Zbiory specjalne obejmują tematy, związane z łowiectwem, sportami terenowymi.
Biblioteka posiada obecnie ponad milion pozycji i każdego roku pozyskuje około 8000 nowych książek i czasopism. 97% zbiorów jest dostępnych do wypożyczenia na miejscu. Jest to największa wypożyczalnia w Europie.
Dodatkowo, wszystkie książki, które biblioteka nabyła po 1950 r. można przeszukać w katalogu on-line, a tomy sprzed 1950 r. są stopniowo dodawane.
W 1944 r. biblioteka straciła około 16 000 tomów, w wyniku zniszczeń bombowych. W 2020 r. z powodu braku miejsca podjęto decyzję o wycofaniu ze zbiorów niektórych czasopism i publikacji rządowych dostępnych w Internecie, części czasopism obcojęzycznych, duplikatów książek i innych materiałów, uznanych za przestarzałe, a także przeniesieniu mało używanych egzemplarzy do magazynu poza siedzibą biblioteki.

## Budynki
Po założeniu w 1841 roku, biblioteka przez 4 lata wynajmowała pomieszczenia na pierwszym piętrze Pall Mal 49. W 1845 roku przeniesiono ją na plac św. Jakuba i od tamtej pory to miejsce jest jej siedzibą. Budynek początkowo był wynajmowany, jednak w 1879 roku biblioteka kupiła go. Pomieszczenia na przestrzeni lat ulegały znacznym zmianom i rozbudowom w miarę rozrastania się kolekcji.
Nieruchomość przy placu św. Jakuba, którą po raz pierwszy zajmowała biblioteka, to Beauchamp House, zbudowany w 1676 r., a w następnych latach odnowiony, nazywany „najbrzydszym budynkiem na placu”.
Budynek został całkowicie przebudowany w latach 1896–1898. Stary budynek zburzono, wznosząc w jego miejsce nowy, który był jednym z pierwszych o konstrukcji stalowej w Londynie. Fasada z widokiem na plac świętego Jakuba została wykonana z wapienia portlandzkiego. Czytelnia główna została umieszczona na pierwszym piętrze z trzema wysokimi oknami, doświetlającymi regały książek umieszczone wzdłuż ścian. Zabytkowy budynek był od tego czasu kilkakrotnie rozbudowywany, w latach dwudziestych, trzydziestych i dziewięćdziesiątych XX wieku.
W lutym 1944 roku podczas II wojny światowej, północne magazyny zostały zburzone, gdy na budynek spadła bomba. Zniszczeniu uległo 16 000 tomów. Chociaż biblioteka została ponownie otwarta w lipcu tego samego roku, remonty budynków zostały zakończone dopiero na początku lat pięćdziesiątych.
W 1995 roku zostało ukończone nowe skrzydło – Anstruther Wing, nazwane na cześć dobroczyńcy Iana Anstruthera, wychodzące na Duke Street. Dzięki temu, magazyn książek został powiększony o pięć pięter. Pomieszczenie przeznaczono na 25 000 najrzadszych tomów biblioteki.
W 2004 roku biblioteka nabyła Duchess House, czterokondygnacyjny budynek biurowy z lat 70. XX wieku, przylegający od północnej strony do głównego budynku, co zwiększyło powierzchnię magazynową o 30%. W 2008 roku zmieniono jego nazwę na TS Eliot House. Rozpoczęto wtedy remont, podczas którego przystosowano budynek do potrzeb biblioteki. Pierwsza faza prac, modyfikacja i remont TS Eliot House, została zakończona w 2007 roku, a druga faza w 2010 r. Architektami przebudowy byli Haworth Tompkins wraz z Price & Myers; toalety zaprojektowano we współpracy z Martinem Creedem, zdobywcą nagrody Turnera.

## Konkurs Student Prize
W 2011 roku biblioteka uruchomiła konkurs literacki Student Prize, przeznaczony dla studentów ostatnich lat studiów wyższych w Wielkiej Brytanii. Temat pracy brzmiał „Przyszłość Wielkiej Brytanii leży po prawej stronie mózgu”, a zwycięzcą został Ben Mason, student Kolegium Trójcy Świętej w Oksfordzie. W drugiej edycji, która miała miejsce w 2013 roku, nagrodę otrzymała Kathryn Nave, studentka King’s College London. Kolejnych edycji nie było.

## Odniesienia kulturowe

### Literatura
- W „The Adventure of the Illustrious Client”, opowiadaniu Sherlocka Holmesa autorstwa Sir Arthura Conan Doyle’a (opublikowanym w 1924 r., ale umiejscowionym w 1902 r.), Dr Watson odwiedza bibliotekę, aby zdobyć wystarczającą wiedzę, by udawać autorytet w dziedzinie chińskiej ceramiki[25].
- W powieści Iana Fleminga On Her Majesty Secret Service (1963), James Bond pożycza z biblioteki kopię heraldyki General Armory of England, Scotland, Ireland and Wales Bernarda Burke[26].
- Powieść A.S. Byatt Opętanie (1990) zaczyna się odkryciem wiktoriańskiego listu, ukrytego na kartach rzadkiej książki w bibliotece[27].

### Film i telewizja
- W telewizyjnym filmie Davida Hare’a „Droga do domu” (1991) jedna z głównych postaci grana przez Joely Richardson pracuje w bibliotece i tam kręcono wiele scen[28].
- W serialu BBC New Tricks, Series 7, Episode 2 (2010), „It smells of books”, w bibliotece jest popełnione morderstwo[29].